# NGC 6065
NGC 6065 (również PGC 57215) – galaktyka soczewkowata (S0), znajdująca się w gwiazdozbiorze Węża. Odkrył ją Lewis A. Swift 19 czerwca 1887 roku. Jest zaliczana do radiogalaktyk.